# Keon Clark
Keon Clark (Danville, 16 april 1975) is een Amerikaans voormalig basketballer. Hij speelde als center of power forward.

## Carrière
Na zijn jaren in collegebasketbal voor Irvine Valley Lasers, Dixie State Rebels en UNLV Runnin' Rebels stelde hij zich kandidaat voor de NBA Draft 1998. Hij werd als dertiende gekozen in de eerste ronde door Orlando Magic en geruild naar Denver Nuggets samen met Johnny Taylor en een 1ste ronde draft in 2000. Hij speelde 2,5 seizoenen bij de Nuggets vooraleer hij in 2001 naar Toronto Raptors vertrok. In die ruil met Toronto waren nog vijf andere spelers betrokken. Zo kwamen Tracy Murray en Mamadou N'diaye met hem mee naar Toronto. In ruil kreeg Denver van Toronto Kevin Willis, Garth Joseph, Alex Radojevic en een tweede ronde draftkeuze van 2001 of 2002. Hij speelde anderhalf seizoen voor de Raptors. Hij behaalde in een match tegen de Atlanta Hawks een record van meeste blocks voor de Raptors in 1 wedstrijd namelijk 12.
Hij tekende als vrije speler in 2002 bij de Sacramento Kings waar hij één seizoen speelde. Hij werd door de Kings in 2003 geruild samen met een 2004 en 2007 tweede ronde draftkeuze naar Utah Jazz. De Kings kregen in de ruil een 2004 tweede ronde draftkeuze. In Utah kwam hij slechts 2 wedstrijden in actie en na het seizoen werd hij geruild naar Phoenix Suns samen met Ben Handlogten voor een 2004 en 2010 eerste ronde draftkeuze en een 2005 tweede ronde draftkeuze. Hij speelde evenwel geen enkele wedstrijd bij de Suns.

## Privéleven
Na het verlaten van de NBA kreeg Clark het regelmatig aan de stok met de politie. Zo moest hij voor de rechter komen in 2006 voor het bezit van softdrugs maar kwam niet opdagen en moest van een bus naar Houston gehaald worden. Hij kreeg 2,5 jaar cel maar moest die niet uitzitten omdat hij geen advocaat had gekregen tijdens zijn rechtszaak. Hij gaf ook toe dat hij al sinds het middelbaar een zwaar drankprobleem had en nooit een sobere match had gespeeld in de NBA. In 2013 werd hij opnieuw opgepakt voor wapenbezit en rijden onder invloed en kreeg een straf van acht jaar waar hij er vier van heeft uitgezeten.

## Statistieken

### Regulier seizoen
| Seizoen  | Team             | WG  | WS | MPW  | 2P%  | 3P%  | FW%  | RPW | APW | SPW | BPW | PPW  |
| -------- | ---------------- | --- | -- | ---- | ---- | ---- | ---- | --- | --- | --- | --- | ---- |
| 1998/99  | Denver Nuggets   | 28  | 0  | 14,6 | 45,0 | 0,0  | 56,8 | 3,4 | 0,4 | 0,4 | 1,1 | 3,3  |
| 1999/00  | Denver Nuggets   | 81  | 20 | 22,8 | 54,2 | 12,5 | 68,8 | 6,2 | 0,9 | 0,6 | 1,4 | 8,6  |
| 2000/01  | Denver Nuggets   | 35  | 3  | 21,5 | 41,2 | 0,0  | 60,0 | 5,3 | 1,0 | 0,5 | 1,3 | 6,5  |
| 2000/01  | Toronto Raptors  | 46  | 0  | 21,1 | 52,2 | 0,0  | 58,5 | 5,4 | 0,8 | 0,3 | 2,4 | 9,0  |
| 2001/02  | Toronto Raptors  | 81  | 31 | 27,0 | 49,0 | 0,0  | 67,4 | 7,4 | 1,1 | 0,7 | 1,5 | 11,3 |
| 2002/03  | Sacramento Kings | 80  | 11 | 22,2 | 50,1 | 0,0  | 65,6 | 5,6 | 1,0 | 0,5 | 1,9 | 6,7  |
| 2003/04  | Utah Jazz        | 2   | 0  | 13,6 | 33,3 | 0,0  | 0,0  | 3,5 | 0,5 | 0,5 | 0,0 | 2,0  |
| Carrière | Carrière         | 353 | 65 | 22,6 | 50,0 | 5,3  | 64,5 | 5,9 | 0,9 | 0,5 | 1,6 | 8,2  |

### Play-offs
| Seizoen  | Team             | WG | WS | MPW  | 2P%  | 3P% | FW%  | RPW | APW | SPW | BPW | PPW  |
| -------- | ---------------- | -- | -- | ---- | ---- | --- | ---- | --- | --- | --- | --- | ---- |
| 2000/01  | Toronto Raptors  | 11 | 0  | 9,4  | 36,7 | 0,0 | 65,0 | 2,1 | 0,5 | 0,2 | 0,3 | 3,2  |
| 2001/02  | Toronto Raptors  | 5  | 5  | 34,7 | 54,2 | 0,0 | 93,8 | 8,0 | 1,6 | 0,4 | 1,6 | 13,4 |
| 2002/03  | Sacramento Kings | 12 | 0  | 14,3 | 48,8 | 0,0 | 71,4 | 3,7 | 0,3 | 0,3 | 0,7 | 4,6  |
| Carrière | Carrière         | 28 | 5  | 16,0 | 47,9 | 0,0 | 75,4 | 3,8 | 0,6 | 0,3 | 0,7 | 5,6  |